# Adesmia ruiz-lealii
Adesmia ruiz-lealii är en ärtväxtart som beskrevs av Maevia Noemi Correa. Adesmia ruiz-lealii ingår i släktet Adesmia och familjen ärtväxter. Inga underarter finns listade i Catalogue of Life.